# Natalja Isjtjenko
Natalja Sergejevna Isjtjenko (ryska: Наталья Сергеевна Ищенко), född den 8 april 1986 i Smolensk i Ryska SFSR i Sovjetunionen (nu Ryssland), är en rysk konstsimmare.
Hon tog OS-guld i lagtävlingen i konstsim i samband med de olympiska konstsimstävlingarna 2008 i Peking.
Hon tog OS-guld i duett i konstsim och OS-guld i lagtävlingen i konstsim i samband med de olympiska konstsimstävlingarna 2012 i London.
Vid olympiska sommarspelen 2016 i Rio de Janeiro tog Isjtjenko guldmedaljer i både duett och lagtävling.
Hon har även tagit 19 VM-guld och 12 EM-guld samt två världsmästerskapssilver.